# محافظة أورخون
محافظة أورخون (بالإنجليزية: Orkhon Province)‏ هي محافظة في منغوليا، تتبع منغوليا، بلغ عدد سكانها 90٬700 نسمة، في 2011، عاصمتها إردينت، تبلغ مساحتها 844 كيلومتر مربع.

## الموقع
تشترك في الحدود مع:
- محافظة بولغان
- محافظة سيلنج.

## التقسيمات الإدارية
- Bayan-Öndör, Orkhon [الإنجليزية]‏
- Jargalant, Orkhon [الإنجليزية]‏.